# Maisie tudja
A Maisie tudja (eredeti angol címe: What Maisie Knew) egy 2012-es amerikai filmdráma, amely egy kislány – szülei válása utáni – hányattatásait mutatja be. A filmet Scott McGehee és David Siegel rendezte. A dráma Henry James azonos című regénye alapján készült.

## Cselekmény
|  | Alább a cselekmény részletei következnek! |

A New Yorkban élő kislány, Maisie szülei elválnak. Anyja, Susanna rockénekes, apja, Beale műkereskedő. Mindketten sokat utaznak, elfoglaltak. Külön költözésük után Maisie felváltva lakik náluk. A szülők új kapcsolatot alakítanak ki: apja feleségül veszi Maisie volt bébiszitterét, Margót, anyja pedig hozzámegy Lincolnhoz, aki egy bárban dolgozik. A szülők egyre kevesebbet foglalkoznak a kislánnyal, gyakran elfeledkeznek kötelezettségeikről, vagy munkájuk miatt vannak távol. A kislányt gyakorlatilag Margo és Lincoln neveli felváltva. Az ide-oda rángatott Maisie végül az egymásba szerető Margót és Lincolnt választja szülei helyett.
|  | Itt a vége a cselekmény részletezésének! |

## Szereposztás
| Szereplő     | Színész             |
| ------------ | ------------------- |
| Maisie Beale | Onata Aprile        |
| Susanna      | Julianne Moore      |
| Beale        | Steve Coogan        |
| Lincoln      | Alexander Skarsgård |
| Margo        | Joanna Vanderham    |